# Moojenodesmus irmgardae
Moojenodesmus irmgardae är en mångfotingart som beskrevs av Sergei I. Golovatch 1992. Moojenodesmus irmgardae ingår i släktet Moojenodesmus och familjen Fuhrmannodesmidae. Inga underarter finns listade i Catalogue of Life.